# Keito Furushima
Keito Furushima (japanisch 古島 圭人 Furushima Keito; * 5. September 1995 in der Präfektur Tokio) ist ein japanischer Fußballspieler.

## Karriere
Keito Furushima erlernte das Fußballspielen in der Jugendmannschaft von Shonan Bellmare, in der Schulmannschaft der Teikyo High School sowie in der Universitätsmannschaft der Tokyo International University. Seinen ersten Vertrag unterschrieb er 2018 in Yokohama beim YSCC Yokohama. Der Verein spielte in der dritthöchsten Liga des Landes, der J3 League. Für den Verein absolvierte er sechs Ligaspiele. 2020 wechselte er nach Bunkyō zum Regionalligisten Tokyo United FC. Nach einer Saison verließ er den Verein und schloss sich im Februar 2021 den Viertligisten Tōkyō Musashino United FC an. Bei Musashino stand er fünfmal in der Liga zwischen den Pfosten. Am Saisonende wurde sein Vertrag nicht verlängert.
Seit dem 1. Februar 2022 ist Furushima vertrags- und vereinslos.